# Mulegns
Mulegns foi uma comuna da Suíça, no Cantão Grisões, com 30 habitantes, de acordo com o censo de 2010. Estendia-se por uma área de 33,80 km², de densidade populacional de 1 hab/km². Confinava com as seguintes comunas: Avers, Bivio, Innerferrera, Marmorera, Riom-Parsonz, Savognin, Sur, Tinizong-Rona.
A língua oficial nesta comuna era o romanche, falado por 57,6% dos habitantes. O restante da população falava alemão.

## História
Em 1 de janeiro de 2016, passou a formar parte da nova comuna de Surses.